# Чемпіонат Європи з легкої атлетики серед юнаків 2018
Чемпіонат Європи з легкої атлетики серед юнаків 2018 був проведений 5-8 липня в Дьєрі на легкоатлетичному стадіоні спортивного центра «Радноти».
За регламентом змагань, до участі у першості допускались спортсмени 2001 року народження та молодше.
Склад національної збірної України в складі 49 атлетів та 19 офіційних осіб був затверджений виконавчим комітетом ФЛАУ.
Звання чемпіонів Європи з найвищими світовими досягненнями серед юнаків здобули українець Михайло Кохан у метанні молота (87,82) та іспанка Марія Вісенте у семиборстві (6221).

## Призери

### Хлопці
| Дисципліни                       | Золото                                                                                        | Золото      | Срібло                                                                                     | Срібло      | Бронза | Бронза        |
| -------------------------------- | --------------------------------------------------------------------------------------------- | ----------- | ------------------------------------------------------------------------------------------ | ----------- | --- | ------------- |
| 100 метрів                       | Рафаел Баую Нідерланди                                                                        | 10,64       | Домінік Ілловські Угорщина                                                                 | 10,70       | Пол Ліллефоссе Норвегія                                                                                            | 10,72 NU18R   |
| 200 метрів                       | Александр Чиш Німеччина                                                                       | 21,15       | Данієль Регенфусс Німеччина                                                                | 21,19       | Іржі Пехар Чехія                                                                                                   | 21,31         |
| 400 метрів                       | Лоренцо Бенаті Італія                                                                         | 46,85 CR    | Ітан Браун Велика Британія                                                                 | 46,87 PB    | Людовік Усені Франція                                                                                              | 47,01 PB      |
| 800 метрів                       | Макс Берджин Велика Британія                                                                  | 1.47,36 CR  | Ерік Гузман Іспанія                                                                        | 1.49,19 PB  | Жуан Мігель Пейшоту Португалія                                                                                     | 1.49,42 NU18R |
| 1500 метрів                      | Кейн Елліотт Велика Британія                                                                  | 3.55,26 CR  | Бенце Апаті Угорщина                                                                       | 3.55,53 PB  | Андрей Пауліний Словаччина                                                                                         | 3.55,58 NU18R |
| 3000 метрів                      | Кін Томас Велика Британія                                                                     | 8.27,38     | Омер Амачтан Туреччина                                                                     | 8.28,04 PB  | Раян Остінг Нідерланди                                                                                             | 8.28,22 PB    |
| 110 метрів з бар'єрами (91,4 см) | Сем Беннетт Велика Британія                                                                   | 13,19 CR    | Кенні Флетчер Франція                                                                      | 13,49       | Нік Рюгг Швейцарія                                                                                                 | 13,74         |
| 400 метрів з бар'єрами (84 см)   | Мартен Фрайссе ФранціяДаніель Хуллер Угорщина                                                 | 50,63 CR    | не вручалась                                                                               |             | Карл Джонсон Велика Британія                                                                                       | 50,90 NU18R   |
| 2000 метрів з перешкодами        | Гійон Баптіст Франція                                                                         | 5.43,92 CR  | Пол Оріак Іспанія                                                                          | 5.46,81 PB  | Етсон Барруш Португалія                                                                                            | 5.49,79 NU18R |
| 100+200+300+400 метрів           | Італія Федеріко Маніні Федеріко Гульєльмі Франческо Россі Лоренцо Бенаті Лука П'єрані (забіг) | 1.53,01     | Туреччина Конуральп Тірітоглу Каан Гаджар Кубілай Енчу Ільяс Чанакчи Тібет Санджак (забіг) | 1.53,84     | Польща Рафаль Лупінський Адам Лукомський Якуб Паяк Міколай Котира Шимон Шахневич (забіг) Патрік Гжегожевич (забіг) | 1.53,97       |
| Ходьба 10000 метрів              | Давіде Фінок'єтті Італія                                                                      | 45.01,33    | Альдо Андреї Італія                                                                        | 45.03,50    | Озгюр Топсакаль Туреччина                                                                                          | 45.09,22 PB   |
|                                  |                                                                                               |             |                                                                                            |             | |               |
| Стрибки у висоту                 | Домінік Огбечі Велика Британія                                                                | 2,16        | Олег Дорощук Україна                                                                       | 2,13        | Нікола Муянович Сербія                                                                                             | 2,10          |
| Стрибки з жердиною               | Пол Ліллефоссе Норвегія                                                                       | 5,46 CR     | Тьєррі Баптіст Франція                                                                     | 5,30 PB     | Еерік Гаамер Естонія                                                                                               | 5,10 NU18R    |
| Стрибки у довжину                | Нік Шмаль Німеччина                                                                           | 7,60w       | Давіде Фавро Італія                                                                        | 7,29w       | Браян Мюкре Франція                                                                                                | 7,22w         |
| Потрійний стрибок                | Чакір Батухан Туреччина                                                                       | 15,62       | Карл аф Форселлес Швеція                                                                   | 15,36 PB    | Рустам Маммадов Азербайджан                                                                                        | 15,16 PB      |
| Штовхання ядра (5 кг)            | Олексій Александрович Білорусь                                                                | 20,97 WU18L | Кармело Муші Італія                                                                        | 20,37 NU18R | Пйотр Гоздзевич Польща                                                                                             | 18,88         |
| Метання диска (1,5 кг)           | Ясьєль Сотеро Іспанія                                                                         | 64,31 CR    | Фабіан Вейнберг Норвегія                                                                   | 58,84       | Грацьян Козак Польща                                                                                               | 57,76         |
| Метання молота (5 кг)            | Михайло Кохан Україна                                                                         | 87,82 WU18B | Валентин Андрєєв Болгарія                                                                  | 81,41 NU18R | Томаш Ратайчик Польща                                                                                              | 76,01 PB      |
| Метання списа (700 г)            | Марек Муха Польща                                                                             | 80,01 CR    | Герасімос Калогеракіс Греція                                                               | 77,45 PB    | Топіас Лайне Фінляндія                                                                                             | 75,83 PB      |
|                                  |                                                                                               |             |                                                                                            |             | |               |
| Десятиборство (юнацьке)          | Олександр Комаров Допущені нейтральні атлети                                                  | 7703        | Олег Козьяков Латвія                                                                       | 7663        | Свен Янсонс Нідерланди                                                                                             | 7604          |

### Дівчата
| Дисципліни                       | Золото                                                                                          | Золото        | Срібло | Срібло      | Бронза                                                           | Бронза      |
| -------------------------------- | ----------------------------------------------------------------------------------------------- | ------------- | --- | ----------- | ---------------------------------------------------------------- | ----------- |
| 100 метрів                       | Гудбйорн Бьярнадоттір Ісландія                                                                  | 11,75         | Памера Лосанж ФранціяБогларка Такач Угорщина                                                                                | 11,75       | не вручалась                                                     |             |
| 200 метрів                       | Расідат Аделеке Ірландія                                                                        | 23,52         | Жеміма Джозеф Франція | 23,60 NU18R | Гудбйорн Бьярнадоттір Ісландія                                   | 23,73 NU18R |
| 400 метрів                       | Барбора Малікова Чехія                                                                          | 52,66 CR      | Марі Шеппан Німеччина | 52,82 PB    | Олеся Солдатова Допущені нейтральні атлети                       | 53,09 PB    |
| 800 метрів                       | Кілі Годжкінсон Велика Британія                                                                 | 2.04,84 CR    | Софі О'Салліван Ірландія | 2.06,05     | Гаель де Конінк Швеція                                           | 2.06,14     |
| 1500 метрів                      | Сара Хілі Ірландія                                                                              | 4.18,71 CR    | Емілі Вільямс Велика Британія                                                                                               | 4.22,11     | Клаудія Казімерська Польща                                       | 4.22,90     |
| 3000 метрів                      | Сара Хілі Ірландія                                                                              | 9.18,05 CR    | Інджі Калкан Туреччина | 9.24,01 PB  | Алессія Дзарбо Франція                                           | 9.25,25 PB  |
| 100 метрів з бар'єрами (76,2 см) | Мартіне Йорневік Норвегія                                                                       | 13,26         | Зое Седней Нідерланди | 13,34       | Йоханна Планк Австрія                                            | 13,40 NU18R |
| 400 метрів з бар'єрами (76,2 см) | Гізеле Вендер Німеччина                                                                         | 58,88 PB      | Емма Сільвестрі Італія | 59,04 PB    | Лена Пресслер Австрія                                            | 59,11 NU18R |
| 2000 метрів з перешкодами        | Лена Лебрюн Франція                                                                             | 6.35,41 WU18L | Клер Палу Франція | 6.39,20     | Пола Шнайдерс Німеччина                                          | 6.40,00     |
| 100+200+300+400 метрів           | Італія Ребекка Менкіні Ноемі Каваллері Алессія Каппаб'янка К'яра Герарді Елеонора Фудра (забіг) | 2.07,46 CR    | Чехія Тереза Маркова Барбора Шплехтнова Вероніка Мілотова Барбора Малікова Барбора Гулькова (забіг) Деніса Фолькова (забіг) | 2.09,41     | Румунія Б'янка Тоадер Ванесса Балачи Марія Скроб Адіна Чирчоджел | 2.09,99     |
| Ходьба 5000 метрів               | Анна Зубкова Білорусь                                                                           | 22.45,47 CR   | Ольга Фіаска Греція | 23.39,12    | Сімона Бертіні Італія                                            | 24.18,80 PB |
|                                  |                                                                                                 |               | |             |                                                                  |             |
| Стрибки у висоту                 | Ярослава Магучіх Україна                                                                        | 1,94 CR       | Джессіка Кяхяря Фінляндія                                                                                                   | 1,83 PB     | Марія Кочанова Допущені нейтральні атлети                        | 1,83 PB     |
| Стрибки з жердиною               | Ленні Вільдгрубе Німеччина                                                                      | 4,26 CR       | Емма Брентель Франція | 4,16 NU18R  | Крістіна Концевенко Білорусь                                     | 4,00        |
| Стрибки у довжину                | Тільде Йоханссон Швеція                                                                         | 6,33w         | Емма Піффаретті Швейцарія                                                                                                   | 6,25w       | Спірідула Каріді Греція                                          | 6,23 NU18R  |
| Потрійний стрибок                | Марія Вісенте Іспанія                                                                           | 13,95 CR      | Александра Начева Болгарія                                                                                                  | 13,88       | Джессіка Кяхяря Фінляндія                                        | 13,29 NU18R |
| Штовхання ядра (3 кг)            | Єлізавета Дорц Білорусь                                                                         | 17,34         | Ніна Капацина Румунія | 17,27       | Аліда Ван Дален Нідерланди                                       | 17,08       |
| Метання диска                    | Віолетта Ігнатьєва Допущені нейтральні атлети                                                   | 54,56 PB      | Аліда Ван Дален Нідерланди                                                                                                  | 52,93 PB    | Озлем Беджерек Туреччина                                         | 51,93       |
| Метання молота (3 кг)            | Валерія Іваненко Україна                                                                        | 73,25         | Сара Кіллінен Фінляндія | 69,52 PB    | Ставрула Косміду Греція                                          | 65,98       |
| Метання списа (500 г)            | Олександра Коньшина Білорусь                                                                    | 56,71 PB      | Мюневвер Ханджі Туреччина                                                                                                   | 56,28       | Гедлі Тугі Естонія                                               | 50,28 NU18R |
|                                  |                                                                                                 |               | |             |                                                                  |             |
| Семиборство                      | Марія Вісенте Іспанія                                                                           | 6221 WU18B    | Крістіне Блажевіца Латвія                                                                                                   | 5629 PB     | К'яра-Белінда Шулер Австрія                                      | 5615 PB     |

## Медальний залік
| Місце                | Країна                     | Золото | Срібло | Бронза | Загалом |
| -------------------- | -------------------------- | ------ | ------ | ------ | ------- |
| 1                    | Велика Британія            | 6      | 2      | 1      | 9       |
| 2                    | Італія                     | 4      | 4      | 1      | 9       |
| 3                    | Німеччина                  | 4      | 2      | 1      | 7       |
| 4                    | Білорусь                   | 4      | 0      | 1      | 5       |
| 5                    | Франція                    | 3      | 6      | 3      | 12      |
| 6                    | Іспанія                    | 3      | 2      | 0      | 5       |
| 7                    | Ірландія                   | 3      | 1      | 0      | 4       |
| 7                    | Україна                    | 3      | 1      | 0      | 4       |
| 9                    | Норвегія                   | 2      | 1      | 1      | 4       |
| 10                   | Допущені нейтральні атлети | 2      | 0      | 2      | 4       |
| 11                   | Туреччина                  | 1      | 4      | 2      | 7       |
| 12                   | Угорщина                   | 1      | 3      | 0      | 4       |
| 13                   | Нідерланди                 | 1      | 2      | 3      | 6       |
| 14                   | Чехія                      | 1      | 1      | 1      | 3       |
| 14                   | Швеція                     | 1      | 1      | 1      | 3       |
| 16                   | Польща                     | 1      | 0      | 5      | 6       |
| 17                   | Ісландія                   | 1      | 0      | 1      | 2       |
| 18                   | Греція                     | 0      | 2      | 2      | 4       |
| 18                   | Фінляндія                  | 0      | 2      | 2      | 4       |
| 20                   | Болгарія                   | 0      | 2      | 0      | 2       |
| 20                   | Латвія                     | 0      | 2      | 0      | 2       |
| 22                   | Швейцарія                  | 0      | 1      | 1      | 2       |
| 23                   | Молдова                    | 0      | 1      | 0      | 1       |
| 24                   | Австрія                    | 0      | 0      | 3      | 3       |
| 25                   | Естонія                    | 0      | 0      | 2      | 2       |
| 25                   | Португалія                 | 0      | 0      | 2      | 2       |
| 27                   | Азербайджан                | 0      | 0      | 1      | 1       |
| 27                   | Румунія                    | 0      | 0      | 1      | 1       |
| 27                   | Сербія                     | 0      | 0      | 1      | 1       |
| 27                   | Словаччина                 | 0      | 0      | 1      | 1       |
| Загалом (30 збірних) | Загалом (30 збірних)       | 41     | 40     | 39     | 120     |